# 北禰宜町
北禰宜町（きたねぎちょう）は、愛知県名古屋市中村区の地名。

## 歴史

### 町名の由来
禰宜町を参照のこと。

### 沿革
- 1889年（明治22年）7月1日 - 愛知郡広井村の一部により、名古屋区北禰宜町として成立[1]。
- 1889年（明治22年）10月1日 - 名古屋市成立に伴い、同市北禰宜町となる[1]。
- 1908年（明治41年）4月1日 - 中区成立に伴い、同区北禰宜町となる[1]。
- 1944年（昭和19年）2月11日 - 中村区に編入され、同区北禰宜町となる[1]。
- 1981年（昭和56年）6月7日 - 名駅南一丁目に編入され、廃止[1]。